# Anastazy (Gribanowski)
Anastazy, imię świeckie Aleksandr Aleksiejewicz Gribanowski (ur. 25 lipca?/6 sierpnia 1873 w guberni tambowskiej, zm. 22 maja 1965) – biskup Rosyjskiego Kościoła Prawosławnego. Jeden z twórców, a od 1936 zwierzchnik Rosyjskiego Kościoła Prawosławnego poza granicami Rosji.

## Życiorys
Ukończył akademię duchowną w Moskwie w 1897. Jeszcze w trakcie studiów złożył śluby zakonne, następnie przyjął święcenia diakońskie i kapłańskie. Od 1901 wykładał w akademii, której był absolwentem, a następnie został jej rektorem. 29 czerwca 1906 miała miejsce jego chirotonia na biskupa sierpuchowskiego, wikariusza eparchii moskiewskiej. Po ośmiu latach został przeniesiony na katedrę chełmską i lubelską. W końcu czerwca 1915 r., w obliczu sukcesów wojsk austriackich, wycofania się przez Rosjan z Galicji i groźby utraty Chełma zdecydował o ewakuacji konsystorza eparchii chełmskiej z archiwum, miejscowego seminarium duchownego, muzeum eparchialnego oraz prawosławnych klasztorów Chełmszczyzny.   
W 1916 r. mianowany biskupem kiszyniowskim. W 1916 został podniesiony do godności arcybiskupiej z tytułem arcybiskupa kiszyniowskiego i chocimskiego. W swoich eparchiach szczególnie angażował się w działalność dobroczynną. Wielokrotnie udawał się na front I wojny światowej, by spotykać się z żołnierzami i błogosławić oddziały rosyjskie idące do walki. 
W 1919 razem z metropolitą Antonim (Chrapowickim) wyemigrował z Rosji i zamieszkał w Monachium. Razem z metropolitą Antonim był jednym z twórców Rosyjskiego Kościoła Prawosławnego poza granicami Rosji. W 1936 przez Synod tej struktury został mianowany metropolitą. Po dojściu do władzy w Niemczech Adolfa Hitlera razem z całym Rosyjskim Kościołem Prawosławnym poza granicami Rosji jednoznacznie go poparł (stanowiska w tej sprawie nie zmienił do upadku nazizmu). W związku z tym 22 czerwca 1934 Rosyjski Kościół Prawosławny potępił jego działalność i zdecydował o oddaniu pod sąd biskupów. Ta część tej decyzji nie mogła jednak zostać zrealizowana ze względu na fakt, że metropolita Anastazy nigdy nie wrócił do Związku Radzieckiego.

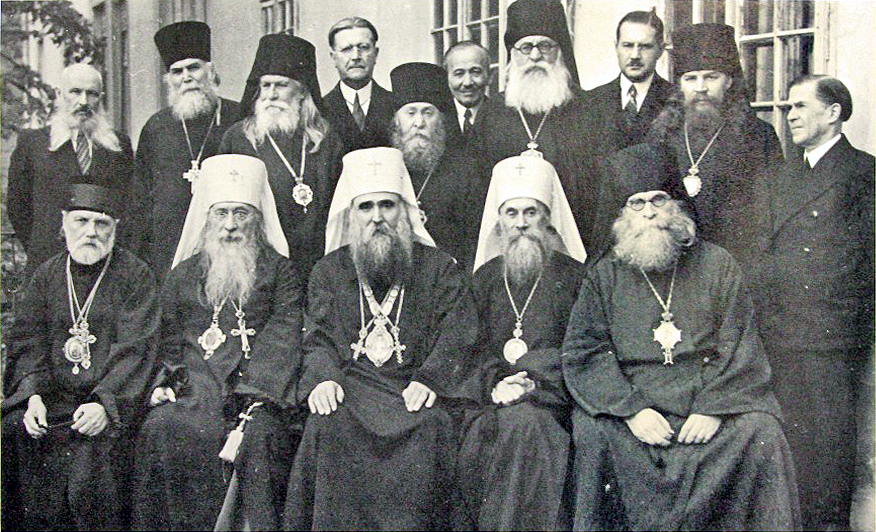
Anastazy z patriarchą serbskim Barnabą i grupą duchownych Rosyjskiego Kościoła Prawosławnego poza granicami Rosji (siedzi drugi z prawej)

W 1936, po śmierci metropolity Antoniego (Chrapowickiego), jako najstarszy chirotonią biskup Kościoła został wybrany jego następcą na urzędzie Pierwszego Hierarchy Rosyjskiego Kościoła poza granicami Rosji. W momencie obejmowania urzędu uważany był za duchownego o umiarkowanych poglądach politycznych. Jako Pierwszy Hierarcha Anastazy zaczął jednak ślepo ulegać najbardziej radykalnie prawicowym środowiskom emigracji rosyjskiej.
W 1942 potępił powstanie Chorwackiego Kościoła Prawosławnego, powołanego z inicjatywy ustaszowskiego rządu Niezależnego Państwa Chorwackiego, zaś jego zwierzchnika, Hermogena, dotąd duchownego rosyjskiej Cerkwi zagranicznej, pozbawił stanu duchownego.
W kwietniu 1945 patriarcha moskiewski Aleksy I wezwał Anastazego do powrotu do Rosyjskiego Kościoła Prawosławnego, co uczyniło w tym roku kilku innych hierarchów Rosyjskiego Kościoła Prawosławnego poza granicami Rosji. Jednak i tym razem metropolita Anastazy odmówił. 
27 maja 1964 odszedł w stan spoczynku, zachowując honorowy tytuł Pierwszego Hierarchy Kościoła. Zmarł w roku następnym.